# Зенит-2 (ракета-носитель)
«Зени́т-2» (индекс ГУКОС — 11К77) — советская двухступенчатая ракета-носитель среднего класса. После распада СССР ракеты продолжала выпускать Украина совместно с производителями России и США.
Генеральный конструктор — академик В. Ф. Уткин, главный разработчик — КБ «Южное» имени академика М. К. Янгеля (Днепропетровск). В качестве топлива использовала жидкий кислород и керосин РГ-1. Запуск был полностью автоматизирован.

## История
При разработке второго поколения спутников РТР «Целина» уже в начале 1974 года выяснилось, что масса проектируемого КА превосходит энергетические возможности РН «Восток-2М» и «Циклон-3», поэтому КБ «Южное» было поручено разработать новый носитель среднего класса под индексом 11К77, эскизный проект которого был готов к декабрю того же года.
Первая ступень ракеты стартовой массой 450 т должна была состоять из двух параллельных блоков диаметром три метра (такую связку работники КБЮ неофициально называли «двустволкой» или «камбалой») и выводить на НОО груз около 12 тонн. Первоначальные керосин-кислородные двигатели РД-0124 первой ступени (четырёхкамерный) и РД-0125 второй ступени (однокамерный, унифицированный с РД-0124) проектировались в КБ Энергомаша по схеме с дожиганием окислительного газа. Геометрические размеры камер сгорания брались по образцу близких по параметрам (давлению, тяге, расходонапряженности) двигателей МБР Р-36 и Р-36М.
Однако вскоре было принято решение унифицировать первую ступень 11К77 с боковыми блоками (первой ступенью) 11К25 «Энергия», что было закреплено постановлением ЦК КПСС и Совмина СССР «О создании универсального космического ракетного комплекса 11К77 „Зенит“» от 16 марта 1976 года. Предполагалось, что «Зенит» положит начало новому классу средних ракет-носителей.
Эскизный проект более грузоподъёмного «моноблочного» (с первой ступенью предельного для перевозки по железной дороге диаметра 3,9 м, которую проектанты неофициально прозвали «бревном») варианта был готов к февралю 1977 года. Совершенно новый мощнейший четырёхкамерный двигатель разрабатывался в «Энергомаше» под руководством Глушко с 1975 года, в ноябре 1976 года был представлен эскизный проект с тягой на земле 740 тс (что превосходило тягу четырёхкамерных РД-0124 с прежнего варианта 11К77).
Длительный срок разработки ракеты объясняется главным образом трудностями с созданием беспрецедентно мощных двигателей. Только 25 августа 1980 года РД-171 вышел на огневые испытания, 26 июня 1982 года в результате аварии был разрушен испытательный стенд НИИ химического машиностроения в Новостройке (единственный в СССР, подходящий для ступени такой мощности).
Первые два запуска «Зенит-2» в апреле и июне 1985 года прошли нештатно, успешный пуск ракеты-носителя «Зенит-2» с полезной нагрузкой был осуществлен 22 октября 1985 года с космодрома Байконур. К тому моменту спутники-шпионы комплекса «Целина-2» уже полетели в космос на более тяжёлых «Протонах».
В связи с тем, что из первых 13 пусков 3 прошли нештатно, при подписании в 1989 году Акта Государственной комиссии о приёме РН «Зенит» на вооружение Ракетных войск стратегического назначения СССР руководство Байконура приложило к нему особое мнение. Недостатки не были своевременно устранены, и 4 октября 1990 года в момент старта произошло аварийное отключение маршевого двигателя РД-171, в результате чего носитель с полными баками провалился под стартовый стол и взорвался под ним, полностью разрушив одно из двух пусковых устройств стартового комплекса «Зенит» на Байконуре.
В целом в 1985—2009 годах было произведено 37 пусков РН «Зенит-2», из них 30 прошли успешно.
Доработанная первая ступень РН «Зенит», после оснащения кислородно-керосиновым двигателем 11Д521 (РД-170) вместо 11Д520 (РД-171), а также хвостовым и передним отсеками, использовалась в качестве модульной части 11С25 блока А первой ступени ракеты-носителя «Энергия».
На РН «Зенит-2» предполагалось запускать разрабатывавшийся в конце 1980-х годов на смену используемому кораблю «Союз» новый некрылатый многоразовый транспортный пилотируемый космический корабль «Заря», производство которого так и не было начато, в связи с сокращением финансирования космических программ.
29 июня 2007 года с Байконура совершила полёт ракета-носитель «Зенит» переходного варианта. От предыдущей версии её отличала новая цифровая система управления на базе бортовой ЭВМ «Бисер-3» и ряд других доработок, сделанных для «Зенит-2SLБ» (но без автономной космической головной части (КГЧ)).
После модернизации ракетно-космического комплекса «Зенит» (площадка 45) на Байконуре в связи с завершением производства ряда его компонентов и применения новых носителей в состав модернизированного комплекса «Зенит-М» входят следующие ракеты семейства «Зенит»:
- двухступенчатая «Зенит-2SLБ»,
- трёхступенчатая «Зенит-3SLБ»,
- трёхступенчатая «Зенит-3SLБФ».

В 2014 году, из-за аннексии Крыма, производство ракет «Зенит» было приостановлено.
28 апреля 2017 года компания S7 Sea Launch Limited заключила с «Южмашем» контракт на производство 12 ракет «Зенит». После этого «Южмаш» заявил о возобновлении производства «Зенитов». А через два года, руководство S7 Space проинформировало украинское производственное объединение «Южмаш» о приостановке и планируемом в дальнейшем расторжении контракта.
В России с 2016 года разрабатывается новая ракета-носитель по программе «Феникс» (в ноябре 2018 года эта РН получила наименование «Иртыш»), которая будет запускаться с площадок, предназначенных для РН «Зенит-2»

## Производство
Различные модификации РН «Зенит» производились в условиях российско-украинского технологического взаимодействия на производственном объединении «Южный машиностроительный завод им. А. М. Макарова» (Южмаш) в Днепропетровске. При этом около 72 % комплектующих ракеты изготавливались на российских предприятиях, в том числе маршевые двигатели РД-171М (НПО «Энергомаш»), разгонные блоки ДМ-SL и ДМ-SLБ (РКК «Энергия») и системы управления («НПЦАП»).
Ориентировочная стоимость одного носителя была 1,2 — 1,4 млрд рублей (по состоянию на 2013 год и без учёта цены пусковых услуг).

## Конструкция

### Первая ступень
В первой ступени ракеты «Зенит» используется четырёхкамерный кислородно-керосиновый жидкостный ракетный двигатель РД-171, разработанный и производящийся в НПО «Энергомаш» (Московская область).

### Вторая ступень
Во второй ступени ракеты «Зенит» в качестве маршевого двигателя используется ЖРД РД-120. Он разработан НПО «Энергомаш» (Московская область), производится на заводе Южмаш (Украина).

### Разгонный блок
В ракете «Зенит-3SL» применяется разгонный блок ДМ-SL, в ракете «Зенит-3SLБ» — ДМ-SLБ, в ракете «Зенит-3SLБФ» — Фрегат-СБ. Разгонные блоки серии ДМ разработаны и производятся в РКК «Энергия» (Россия), «Фрегат» — в НПО Лавочкина (Россия).

### Система управления
Система управления ракеты «Зенит» разработана и производится в Научно-производственном объединении автоматики и приборостроения (Москва).

## Модификации

### Морской старт
Ракеты используемые в программе «Морской старт»:
- «Зенит-2S» — Ракета-носитель используется в качестве первой и второй ступени ракеты «Зенит-3SL»[20].
- «Зенит-3SL» — трёхступенчатая ракета-носитель, разработанная на базе уже существующих ракеты-носителя «Зенит-2» и космического разгонного блока ДМ. Ракета и разгонный блок получили соответственно обозначения «Зенит-2S» и «ДМ-SL».

### Наземный старт
Ракеты используемые в программе «Наземный старт», предназначены для запуска с космодрома «Байконур»:
- «Зенит-2SБ» — Ракета-носитель используется в качестве первой и второй ступени ракет «Зенит-3SLБ», «Зенит-3SLБФ» и «Зенит-2SLБ»[21].
- «Зенит-2SLБ» — двухступенчатая модификация ракеты «Зенит-2», доработанная в части новой полностью цифровой системы управления на базе бортовой ЭВМ «Бисер-3» и автономной космической головной части, позволяющей её сборку отдельно от ракеты-носителя. Кроме того, внедрён ряд улучшений (использованных на «Зенит-2S» и новых) для увеличения массы полезного груза и удобства эксплуатации. Окончательная конфигурация «Зенит-2SLБ» в запусках не использовалась.
- «Зенит-3SLБ» — модификация ракеты «Зенит-3SL», доработанная под применение на Байконуре и использующая только российско-украинские комплектующие. В её состав входят ракета-носитель «Зенит-2SБ» и разгонный блок «ДМ-SLБ». Головной обтекатель разработан и изготавливается НПО им. С. А. Лавочкина. Первый пуск (КА «Амос-3») состоялся 28 апреля 2008 года. КА успешно выведен на близкую к геостационарной орбиту.
- «Зенит-3SLБФ» — модификация ракеты «Зенит-2SLБ»/«Зенит-3SLБ», использующая КГЧ разработки НПО им. С. А. Лавочкина. В её состав входят ракета-носитель «Зенит-2SБ» и разгонный блок «Фрегат-СБ»[22]. Первый пуск (КА «Электро-Л» № 1) состоялся 20 января 2011 года. КА успешно выведен на близкую к геостационарной орбиту.

## Список запусков
Первый пуск ракеты-носителя семейства «Зенит» состоялся 13 апреля 1985 года. Всего использовалось пять модификаций носителя:
- Зенит-2[23];
- Зенит-3SL[24];
- Зенит-2SLБ[25];
- Зенит-3SLБ[26];
- Зенит-3SLБФ[27].

По состоянию на 26 декабря 2017 года осуществлено 84 запуска, из которых:
- 71 успешных,
- 4 частично успешных,
- 9 неудачных.

Ракеты запускались с двух космодромов. Все пуски «Зенит-3SL» были выполнены с плавучей платформы «Ocean Odyssey» в рамках проекта Морской старт. Остальные модификации запускались с космодрома Байконур.

## Технические данные
| Версия                                | Зенит-2                                  | Зенит-3МС                                |
| ------------------------------------- | ---------------------------------------- | ---------------------------------------- |
| Стартовая масса (т)                   | 459                                      | 473                                      |
| Длина (макс.) (м)                     | 57                                       | 59,6                                     |
| Место запуска                         | Байконур                                 | Морской старт                            |
| Полезная нагрузка (орбита 200 км) (т) | 13,7                                     | 15                                       |
| Полезная нагрузка (ГПО) (т)           | —                                        | 6,1                                      |
| Полезная нагрузка (ГСО) (т)           | —                                        | 4                                        |
| Первый полёт                          | 13 апреля 1985                           | 28 марта 1999                            |
| Первая ступень                        |                                          |                                          |
| Двигатель                             | РД-171(М) (11Д520(М))                    | РД-171(М) (11Д520(М))                    |
| Длина (м)                             | 32,9                                     | 32,9                                     |
| Диаметр (м)                           | 3,9                                      | 3,9                                      |
| Масса (т)                             | 353 (сухая масса 28)                     | 353 (сухая масса 28)                     |
| Тяга (макс.) (кН)                     | 7 257 (7 908 в вакууме)                  | 7 257 (7 908 в вакууме)                  |
| Время работы (с)                      | 145                                      | 145                                      |
| Топливо                               | Керосин + жидкий кислород                | Керосин + жидкий кислород                |
| Вторая ступень                        |                                          |                                          |
| Двигатель                             | маршевый: РД-120 (11Д123), рулевой: РД-8 | маршевый: РД-120 (11Д123), рулевой: РД-8 |
| Длина (м)                             | 10,4                                     | 10,4                                     |
| Диаметр (м)                           | 3,9                                      | 3,9                                      |
| Масса (т)                             | 90,5 (сухая масса 8,5)                   | 90,5 (сухая масса 8,5)                   |
| Тяга (макс.) (кН)                     | 834 + 78                                 | 834 + 78                                 |
| Время работы (с)                      | 380—1300*                                | 380—1300*                                |
| Топливо                               | Керосин + жидкий кислород                | Керосин + жидкий кислород                |
| Головной обтекатель                   |                                          |                                          |
| Длина (м)                             | 13,7                                     | 16,3                                     |
| Диаметр (м)                           | 3,9                                      | 4,15                                     |

* Рулевой двигатель работает длительное время после выключения маршевого.

## Оценки
В 2017 году в интервью CNN создатель компании SpaceX Илон Маск на вопрос ведущей о любимой ракете ответил: «„Зенит“, она, наверное, лучшая после наших».